# Facultad de Comercio y Administración de Tampico

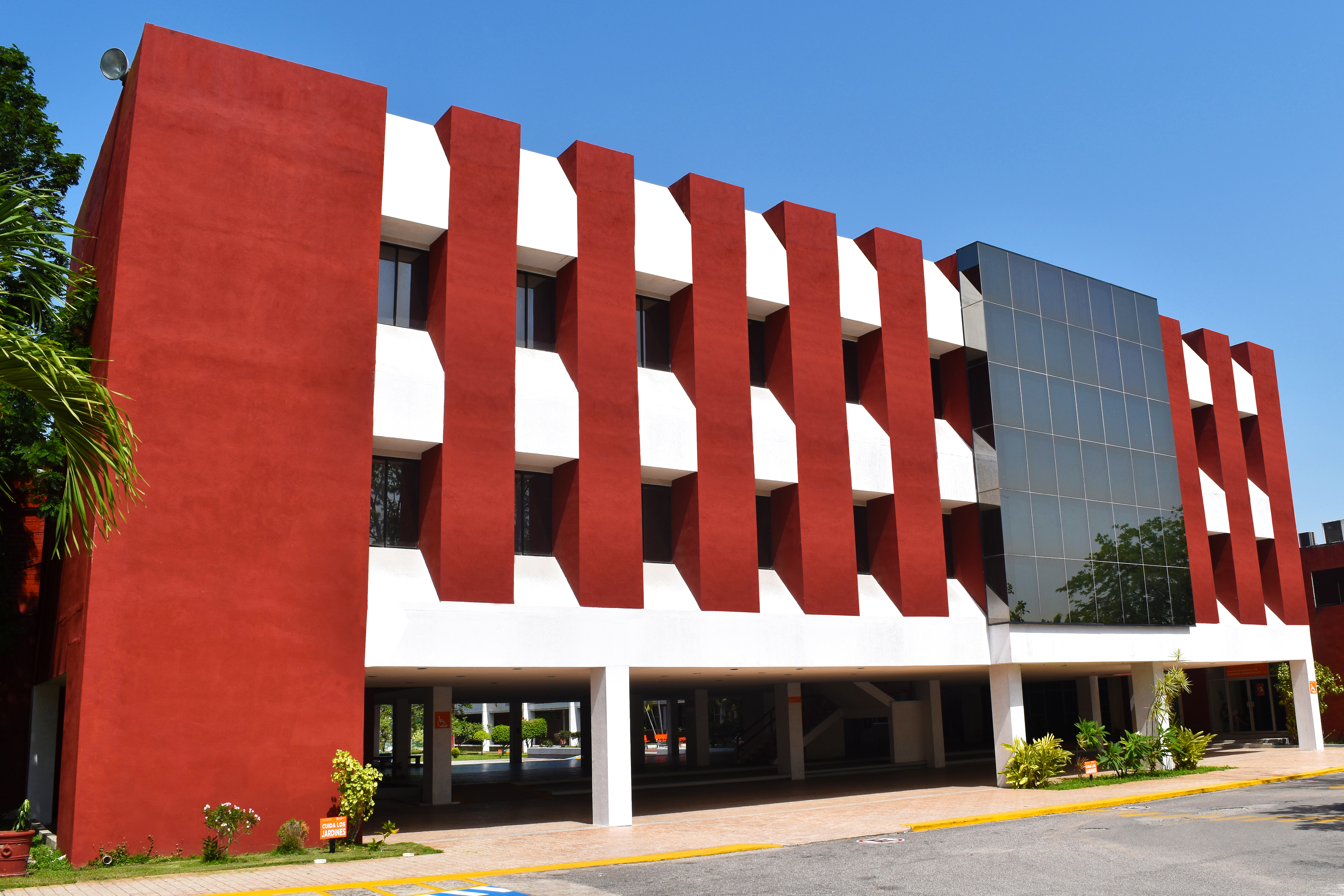
Facultad de Comercio y Administración de Tampico

La Facultad de Comercio y Administración de Tampico es una unidad académica que pertenece a la Universidad Autónoma de Tamaulipas, y se encuentra dentro del Centro Universitario Tampico Madero en Tamaulipas, México.
EN 1950, el Lic. René Govela González y el Lic. Guillermo Luengas Álvarez fundan la Primera Escuela de Comercio y Administración del estado, aunque por diversas razones tuvo que cerrar en el año de 1956. Este fue el primer intento por crear una escuela de Comercio en Tampico.
En un nuevo intento se constituye la Escuela de Comercio y Administración de Tampico (ECAT) el 18 de noviembre de 1960. Esta inicia actividades en el edificio de la Facultad de Derecho y Ciencias Sociales. En 1961 se traslada a un nuevo edificio y se toma protesta a la primera mesa directiva de la sociedad de alumnos.
En 1964 la Escuela de Comercio y Administración de Tampico cuenta ya con 450 alumnos, repartidos en 5 grupos de la carrera de Contador Público Titulado, 4 grupos en la carrera de Licenciado en Administración de Empresas y un grupo de Licenciado en Economía; es entonces que el L.A.E. Roberto Barragán Trejo, entonces director de la ECAT, comienza a gestionar ante la Universidad Autónoma de Tamaulipas para elevar a la ECAT a Facultad de dicha institución.
En septiembre de 1970 se inauguran las instalaciones del Centro Universitario Tampico Madero, aquí es en donde se instala la ECAT, convirtiéndose en la Facultad de Comercio y Administración de Tampico. También en este año ingresa la FCAT como miembro de la Asociación Nacional de Facultades y Escuelas de Contaduría y Administración (ANFECA); se decide que las carreras se conviertan en plan semestral al modificarse el plan de estudios en ese año.
En septiembre de 1972 se crea la carrera de Licenciado en Administración Agropecuaria y Pesquera; en el año de 1978 se propone crear la carrera corta de Técnico Superior Promotor en Ventas que se cierra en 1984.
En 1980 se crea el Centro de Cómputo, contando con un sistema 34 de IBM.En agosto de 1986 se implanta la carrera de Técnico Superior en Computación Administrativa la cual cambia de nombre en 1988 en Licenciado en Informática Administrativa (L.I.A.) mientras se crea la carrera de Técnico Analista Programador.
Con la intención de despertar la conciencia empresarial en los alumnos de la Facultad se crea el Programa de Empresarios Juveniles, coordinado por Desarrollo Empresarial Mexicano A.C. que se inaugura el 19 de marzo de 1989.
En el año de 1990, la Maestría en Comercio Exterior cambia su nombre por el de Maestría en Negocios Internacionales siendo apoyada por el Banco Nacional de Comercio Exterior (Bancomext) e inicia sus clases el 5 de octubre del mismo año. Al mismo tiempo se hace la apertura del Diplomado en Finanzas apoyado por el Instituto Mexicano de Ejecutivos de Finanzas (IMEF).
En el año de 1991 fue designado Director Interino el CPA César Organista Barba y durante su gestión se comenzó a impartir el Diplomado en Recursos Humanos. En el mismo año y ante la inminente firma del Tratado de Libre Comercio (TLC),  la Facultad de Comercio y Administración de Tampico inicia una serie de trabajos tendientes a la estructuración de una nueva profesión que habilite a quienes la cursen a participar adecuadamente en las transacciones comerciales que nuestro país realice con países integrantes de la comunidad internacional, de esta manera surge la Licenciatura en Comercio Exterior, que es aprobada en la Asamblea Universitaria que se celebra en Cd. Victoria, Tamaulipas el 9 de mayo de 1992 e inicia cursos el 27 de agosto de ese año con 100 alumnos inscritos a ella.
En 1992, bajo la dirección de la Lic. Osvelia Delgado Puga, El grupo de teatro de la Facultad de Comercio y Administración de Tampico representó a la Universidad Autónoma de Tamaulipas en un encuentro universitario que a nivel nacional se celebró en la ciudad de Zacatecas.
En un interés por llevar la cultura a los alumnos de la FCAT se implementa en 1997 la Semana de la cultura, donde se llevan a cabo diversas actividades artísticas y que se sigue celebrando año con año.
En el año 2000 se decide cambiar el plan de estudios y el nombre a la carrera de L.I.A. y se convierte solamente en Licenciado en Informática, donde los alumnos de tan importante carrera podían especializarse en las áreas de Administración, Redes, Tecnologías de la Información y Tratamiento de la Información.
Se convoca el 11 de abril de 2002 a elecciones para Director de la Facultad, proponiéndose a la Contadora Sofía Alicia Suárez García como única candidata por el consenso de alumnos y maestros, y ella es electa por mayoría de alumnos y maestros para fungir como Directora a partir del 15 de abril del mismo año al 15 de abril de 2006. Gracias a su excelente gestión al frente de la FCAT, por unanimidad se decide que de nuevo este al frente de la dirección para un nuevo periodo como directora de la Facultad de Comercio y Administración de Tampico

## Carreras
- Contador Público
- Licenciado en Administración
- Licenciado en Negocios Internacionales

Para mayores informes visitar el portal.
fcat
Este sitio está en constante actualización.
http://www.fcat.uat.edu.mx Archivado el 12 de agosto de 2008 en Wayback Machine.
- Datos: Q5854794